# Salles, Tarn
Salles är en kommun i departementet Tarn i regionen Occitanien i södra Frankrike. Kommunen ligger i kantonen Monestiés som tillhör arrondissementet Albi. År 2022 hade Salles 196 invånare.

## Befolkningsutveckling
Antalet invånare i kommunen Salles
| Referens: INSEE |